# Kintore (Regno Unito)

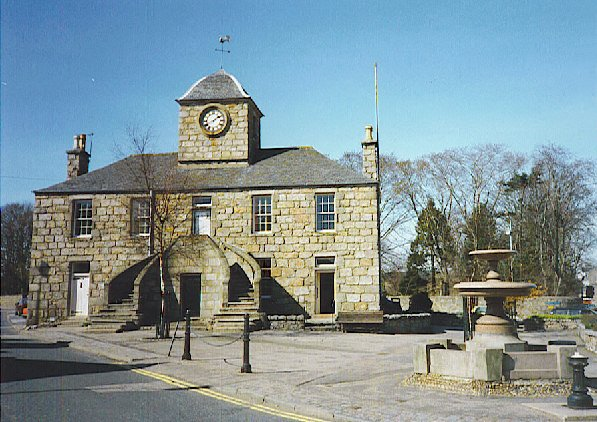
Kintore: il municipio

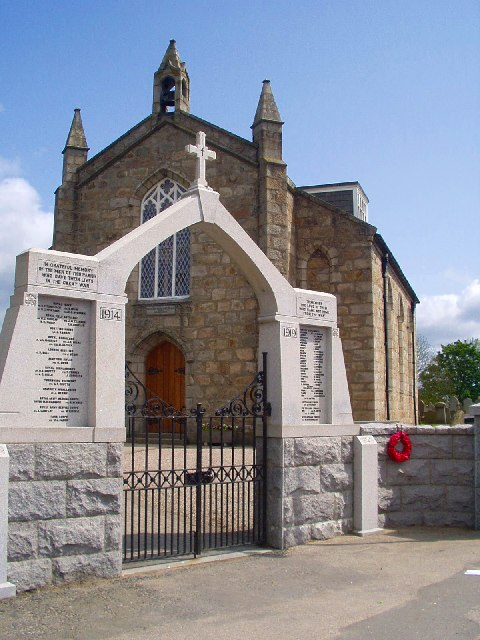
Kintore: la chiesa parrocchiale

Kintore (in gaelico scozzese: Ceann Tòrr) è una cittadina (e un tempo burgh) di circa 4.500 abitanti della Scozia nord-orientale, facente parte dell'area amministrativa dell'Aberdeenshire 
e situata lungo il corso del fiume Don.

## Etimologia
Il nome della città deriva dal termine gaelico Ceann-an-tòrr, che significa "la fine di una collina".

## Geografia fisica
Kintore si trova nella parte sud-orientale dell'Aberdeenshire, a metà strada tra Inverurie e Dyce (rispettivamente a sud della prima e a nord-ovest della seconda) , a circa 12 miglia a nord-ovest di Aberdeen.

## Società

### Evoluzione demografica
Al censimento del 2011, Kintore contava una popolazione pari a 4.476 abitanti.
La località ha conosciuto un notevole incremento demografico rispetto al 2001, quando contava 2.226 abitanti.

## Storia
Tra i primi insediamenti, vi furono quelli degli antichi Romani, che costruirono un forte in loco di 120 acri che poteva ospitare fino a 10.000 truppe.
In seguito, la località fu popolata dai Pitti.
Intorno all'840, Kenneth I concesse a Kintore lo status di burgh.
Nel XIX secolo, la località trasse scarso beneficio dal punto di vistoa commerciale dall'apertura, nel 1805, del canale di Aberdeen che collegava Aberdeen con Port Elphinstone e che passava anche per Kintore.
Le cose migliorarono però dopo che nel 1854 il canale fu sostituito da una ferrovia e a Kintore fu realizzata una stazione ferroviaria.

## Monumenti e luoghi d'interesse
L'architettura di cittadina si caratterizza per i suoi edifici in pietra grigia.

### Municipio
Tra gli edifici d'interesse, figura il municipio, completato nel 1774.

### Hallforest Castle
A un miglio fuori città si trovano inoltre le rovine dello Hallforest Castle o Hall Forest Castle, risalente al XIV secolo.